# Кинельская епархия
Кине́льская епа́рхия — епархия Русской православной церкви, объединяющая приходы и монастыри в южной части Самарской области (в границах городов областного значения Кинеля и Чапаевска, а также Алексеевского, Безенчукского, Богатовского, Большеглушицкого, Большечерниговского, Кинельского, Красноармейского, Нефтегорского, Пестравского, Приволжского и Хворостянского районов). Входит в состав Самарской митрополии.
Епархиальный центр — город Кинель.

## История
Учреждена решением Священного Синода Русской православной церкви 15 марта 2012 года путём выделения из Самарской епархии. Административно включена в состав Самарской митрополии.

## Правящие архиереи
- Сергий (Полеткин) (15 марта − 17 июня 2012) в/у, митрополит Самарский
- Софроний (Баландин) (с 17 июня 2012)

## Благочиния
Епархия разделена на 13 церковных округов:
- Алексеевское благочиние
- Безенчукское благочиние
- Богатовское благочиние
- Большеглушицкое благочиние
- Большечерниговское благочиние
- Красноармейское благочиние
- Нефтегорское благочиние
- Пестравское благочиние
- Приволжское благочиние
- Северное Кинельское благочиние
- Хворостянское благочиние
- Чапаевское благочиние
- Южное Кинельское благочиние

## Монастыри
действующие
- Покровский мужской монастырь в селе Чубовка Кинельского района (мужской)[4]
- Никольский мужской монастырь в селе Богатое Богатовского района (мужской)[4]
- Чагринский Покровский монастырь в посёлке Кировский Красноармейского района (женский)[5]. Открыт в 2023 году[6].

недействующие
- Свято-Троицкий Шихобаловский монастырь в посёлке Центральный Богатовского района (женский)